# Libya
Libya, quốc hiệu là Nhà nước Libya là một quốc gia tại Bắc Phi và giáp với Địa Trung Hải ở phía bắc, Ai Cập ở phía đông, Sudan ở phía đông nam, Tchad và Niger ở phía nam, Algérie và Tunisia ở phía tây. Libya là nước lớn thứ tư ở châu Phi và thứ 17 trên thế giới. Thủ đô của Libya là Tripoli, với 1,7 triệu trong tổng số 5,8 triệu dân cả nước. Ba khu vực truyền thống của quốc gia này là Tripolitania, Fezzan và Cyrenaica.
Cái tên "Libya" bắt nguồn từ chữ "Lebu" trong tiếng Ai Cập, để chỉ những người Berber sống ở phía tây sông Nin, và được đưa vào tiếng Hy Lạp cổ đại để trở thành "Libya". Ở thời Hy Lạp cổ đại, thuật ngữ "Lybya" có nghĩa rộng hơn, gồm toàn bộ Bắc Phi ở phía tây Ai Cập, và đôi lúc còn bao gồm toàn bộ lục địa châu Phi.
Với một trữ lượng dầu mỏ đã được kiểm chứng thuộc hàng lớn nhất trên thế giới, Libya có mức thu nhập kinh tế quốc dân trên đầu người cao nhất Bắc Phi, cũng như là một trong những nước có mức GDP trên đầu người cao ở châu Phi. Với tổng diện tích 1,8 triệu km², 90% trong đó là sa mạc. Với dân số chỉ có 6 triệu người và các khoản thu nhập từ dầu lửa hàng năm tới 32 tỷ đô la Mỹ trong năm 2010, tiềm năng của Libya là rất lớn, cung cấp cho người dân một hệ thống an sinh xã hội cao và rộng rãi, đặc biệt trong lĩnh vực nhà ở và giáo dục. So sánh với các nước láng giềng theo định hướng thị trường, Libya có mức nghèo tuyệt đối và tương đối khá thấp. Tuy nhiên trong 42 năm cầm quyền, Gadhafi được cho là đã biển thủ các nguồn tài trợ nhằm thu lợi cho gia đình và bộ tộc của ông. và tỉ lệ thất nghiệp tại Libya được ước tính là 30% hoặc nhiều hơn.
Từ năm 1911 đến 1943, Libya là thuộc địa của Ý. Quốc gia này tuyên bố độc lập vào năm 1951 và trở thành một nền quân chủ. Một cuộc đảo chính quân sự năm 1969 đã lật đổ Vua Idris I. Lãnh đạo cuộc đảo chính là Muammar Gaddafi cai trị đất nước từ năm 1969 cho đến khi Gaddafi bị lật đổ và bị giết trong cuộc nội chiến năm 2011. Cuộc nội chiến lần thứ hai, tiếp tục kể từ năm 2014, giữa một bên là chính phủ HoR ở Tobruk và một bên là chính phủ GNC ở Tripoli đã diễn ra. Sau một loạt các cuộc đàm phán hòa bình do Liên Hợp Quốc tổ chức giữa hai chính phủ Tobruk và Tripoli, một chính phủ thống nhất do LHQ hậu thuẫn đã được thành lập vào năm 2015. Tuy nhiên, một phần lãnh thổ của Libya vẫn còn nằm ngoài sự kiểm soát của chính phủ, khi mà các lực lượng Hồi giáo cực đoan, phiến quân và bộ lạc dân quân khác nhau đang chiếm giữ các khu vực này.

## Lịch sử
Bằng chứng khảo cổ học cho thấy ít nhất từ tám nghìn năm trước Công Nguyên, đồng bằng ven biển Libya đã có những người dân thuộc văn hoá đồ đá mới biết thuần hóa gia súc và trồng cấy lương thực. Nền văn hóa này đã phát triển từ hàng nghìn năm trong vùng, hàng nghìn năm trước khi các lực lượng từ châu Âu cổ tới đây thống trị, cho tới khi nó bị thay thế bởi người Berber.
Vùng đất trở thành nước Libya hiện đại ngày nay đã từng bị chinh phục ở nhiều mức độ khác nhau từ bên ngoài bởi người Phoenicia, Carthage, Hy Lạp, La Mã, Vandal, ngoài ra Đế chế Byzantine từng cai trị toàn bộ hay từng phần của Libya. Ngoài một số phế tích tại Cyrene, Leptis Magna và Sabratha của người Hy Lạp và người La Mã, hiện nay có rất ít di vật của hai nền văn hóa cổ đó trên đất Libya.

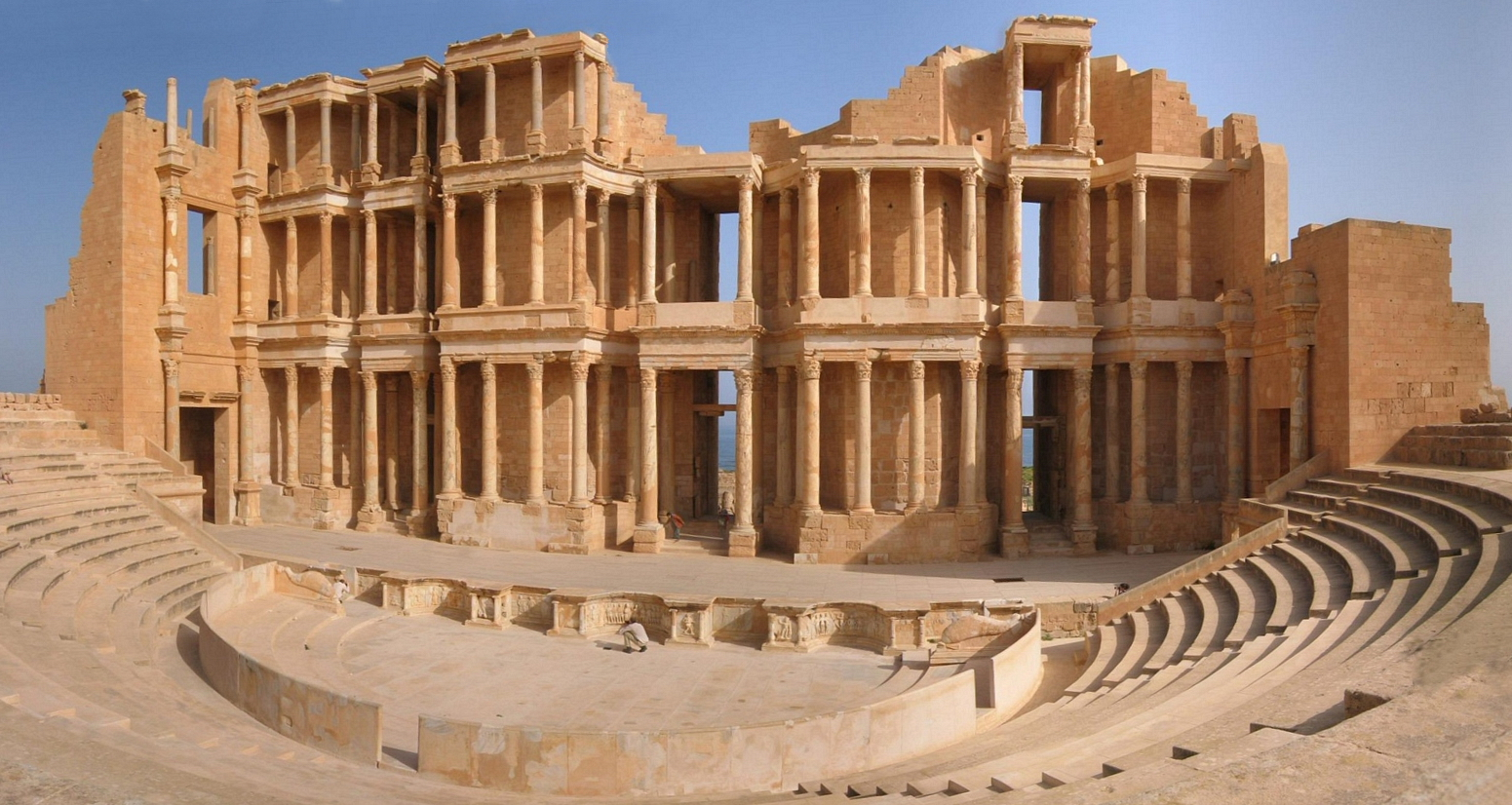
Tàn tích của một sân khấu ở thành phố Sabratha thời Roma, phía tây Tripoli

Người Phoenicia là những người đầu tiên thành lập các cảng thương mại ở Libya khi những thương nhân tại Týros (thuộc Liban ngày nay) phát triển các mối quan hệ thương mại với các bộ lạc người Berber và thiết lập các hiệp ước với họ nhằm đảm bảo sự hợp tác trong việc khai thác các nguyên liệu thô. Tới thế kỷ thứ V TCN, Carthage, thuộc địa lớn nhất của người Phoenicia đã mở rộng quyền bá chủ của mình ra hầu hết toàn bộ vùng Bắc Phi ngày nay, nơi một nền văn minh riêng biệt, được gọi là Punic, đang hình thành. Những khu định cư của người Punic ở dọc bờ biển Libya gồm Oea (Tripoli), Labdah (sau này là Leptis Magna) và Sabratha, tại một vùng sẽ được gọi chung là Tripolis, hay "Ba thành phố", và thủ đô Tripoli ngày nay của Libya cũng có tên xuất phát từ đó.
Người Hy Lạp cổ đại đã chinh phục Đông Libya, khi theo thông lệ, những người dân từ hòn đảo Thera đông đúc theo lời sấm tại Delphi đi tìm kiếm một vùng đất mới ở Bắc Phi. Năm 631 trước Công Nguyên họ bắt đầu biết đến thành phố Cyrene. Trong vòng 200 năm, người Hy Lạp lập bốn thành phố quan trọng khác trong vùng đất Libya là: Barce (Al Marj); Euhesperides (sau này là Berenice, Benghazi) hiện nay; Teuchira (sau này là Arsinoe, Tukrah hiện nay); và Apollonia (Susah), cảng Cyrene. Cùng với Cyrene, chúng được gọi là Pentapolis (Năm thành phố).
Người La Mã đã thâu tóm các vùng thuộc Libya, và trong hơn 400 năm, Tripolitania và Cyrenaica trở thành các tỉnh thịnh vượng của La Mã. Những tàn tích thời La Mã, như những tàn tích ở Leptis Magna, minh chứng cho sinh khí từng có ở vùng này, khi các thành phố thịnh vượng và thậm chí là các thị trấn nhỏ hơn đều có chung tình trạng phát triển với mức sống cao ở đô thị. Các nhà buôn và thợ thủ công từ nhiều vùng của đế chế Roma đã tới Bắc Phi, nhưng đặc điểm của các thành phố Tripolitania vẫn mang nhiều nét Punic của người Punic và nét Cyrenaica của người Hy Lạp.
Người Ả Rập đã chinh phục Libya vào thế kỷ thứ VII. Trong những thế kỷ tiếp theo, nhiều người bản địa đã theo đạo Hồi, tiếng Ả Rập và văn hoá. Đế chế Ottoman Thổ Nhĩ Kỳ đã chinh phục nước này vào giữa thế kỷ XVI, Libya tiếp tục là một phần của đế chế đó, dù tại nhiều thời điểm hầu như nó đã trở thành một vùng tự trị, cho tới khi bị Ý xâm chiếm năm 1911. Sau các cuộc kháng chiến bất thành, Libya bị biến thành một nước thuộc địa.
Năm 1934, Ý chấp nhận cái tên "Libya" (đã được người Hy Lạp sử dụng để chỉ cả vùng Bắc Phi, ngoại trừ Ai Cập), làm tên chính thức của thuộc địa này, khi ấy nó gồm các tỉnh Cyrenaica, Tripolitania và Fezzan. Vua Idris I, Emir xứ Cyrenaica, lãnh đạo cuộc kháng chiến của người Libya chống lại sự chiếm đóng của Ý giữa hai cuộc thế chiến. Từ năm 1943 tới 1951, Tripolitania và Cyrenaica nằm dưới quyền chiếm đóng của Anh trong khi Pháp chiếm đóng Fezzan. Năm 1944, Idris trở về nước từ nơi bị trục xuất là Cairo nhưng không thể cư trú thường xuyên tại Cyrenaica cho tới khi một số quyền chiếm đóng của nước ngoài bị bãi bỏ năm 1947. Theo các điều khoản của hiệp ước hòa bình năm 1947 với các nước Đồng Minh, Ý từ bỏ mọi yêu sách đối với Libya.

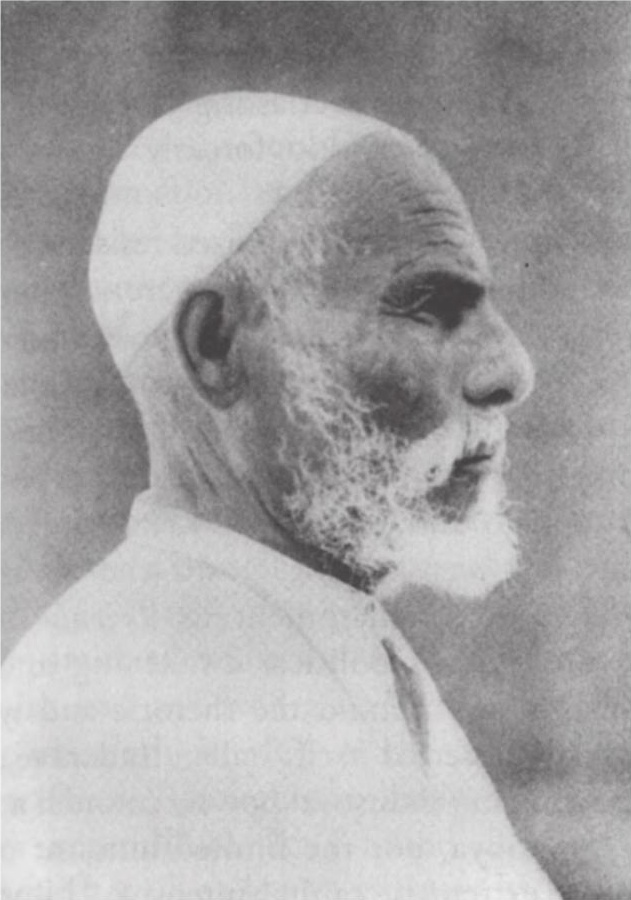
Omar Mukhtar (1858 – 1931), nhà lãnh đạo cuộc khởi nghĩa của người Lybia chống lại sự chiếm đóng của Ý

Ngày 21 tháng 11 năm 1949, Đại hội đồng Liên Hợp Quốc thông qua một nghị quyết tuyên bố rằng Libya sẽ trở thành một nước độc lập trước ngày 1 tháng 1 năm 1952. Idris đại diện cho Libya tại các cuộc đàm phán của Liên Hợp Quốc sau đó. Khi Libya tuyên bố nền độc lập của mình ngày 24 tháng 12 năm 1951, nó trở thành nước đầu tiên giành được độc lập thông qua Liên Hợp Quốc và một trong những thuộc địa đầu tiên của châu Âu ở châu Phi giành lại được độc lập. Libya tuyên bố trở thành quốc gia theo chính thể quân chủ lập hiến dưới quyền Vua Idris.
Sự phát hiện ra những giếng dầu với trữ lượng lớn năm 1959 và nguồn thu có được sau đó từ bán dầu khiến cho nước này từ vị thế một trong những quốc gia nghèo nhất thế giới trở thành một nước rất giàu có, khi tính theo GDP trên đầu người. Dù dầu mỏ đã cải thiện một cách đáng kể tình hình tài chính của chính phủ Libya, sự bất mãn của dân chúng vẫn tồn tại khi tài sản quốc gia ngày càng bị tập trung vào tay Vua Idris và tầng lớp quý tộc trong nước. Sự bất bình ngày càng tăng với sự phát triển của chủ nghĩa Nasser và chủ nghĩa quốc gia Ả Rập trên toàn vùng Bắc Phi và Trung Đông.
Ngày 1 tháng 9 năm 1969, một nhóm nhỏ các sĩ quan quân đội dưới sự chỉ huy của Muammar Abu Minyar al-Gaddafi khi ấy mới 28 tuổi tiến hành một cuộc đảo chính lật đổ Vua Idris. Ở thời điểm đó, Idris đang phải nằm viện ở Thổ Nhĩ Kỳ. Cháu trai ông, Thái tử Sayyid Hasan ar-Rida al-Mahdi as-Sanussi, lên làm vua. Rõ ràng là các sĩ quan cách mạng, những người đã thông báo sự phế truất Vua Idris không muốn nhượng bộ ông ta về những quyền lợi đối với một vị vua. Sayyid nhanh chóng nhận ra thực tế rằng khi làm vua ông lại có ít quyền lực hơn khi làm thái tử. Trước cuối tháng 9, Vua Sayyid Hasan ar-Rida al-Mahdi as-Sanussi chính thức bị các sĩ quan cách mạng phế truất và bị quản thúc tại gia. Trong lúc ấy, các sĩ quan cách mạng xóa bỏ chế độ quân chủ, và tuyên bố một nước Cộng hòa Libya Ả Rập mới. Gaddafi đã là "Lãnh tụ Anh cả và là Người hướng dẫn Cách mạng" theo cách gọi chính thức của chính phủ và trên báo chí.
Năm 2011, một cuộc nổi dậy nổ ra và biến thành nội chiến, chấm dứt 42 năm cầm quyền của Gaddafi. Nhưng không bao lâu thì xung đột giữa các phe phái tại Libya tiếp tục nổ ra, dẫn tới Nội chiến Libya (2014) khiến hàng chục ngàn người thiệt mạng. Sau cuộc đàm phán hòa bình do Liên hợp quốc đứng đầu giữa chính phủ Tobruk và Tripoli, một Chính phủ lâm thời thống nhất do Liên hợp quốc hậu thuẫn được thành lập vào năm 2015. Kể từ đó, một cuộc nội chiến thứ hai đã nổ ra, với các phần của Libya bị chia cắt giữa các chính phủ có trụ sở tại Tobruk và Tripoli cũng như các bộ lạc và dân quân Hồi giáo khác nhau. Đất nước rơi vào tình trạng hỗn loạn khiến nhiều người cố gắng di cư đến châu Âu. Từ năm 2013 đến 2018, gần 700.000 người di cư đã đến Ý bằng thuyền, nhiều người trong số họ đến từ Libya.
Ngày 23 tháng 10 năm 2020, một lệnh ngừng bắn vĩnh viễn đã được ký kết để chấm dứt chiến tranh.

## Chính trị

### Thời kỳ Gaddafi
Trước năm 2011, Libya có hệ thống chính phủ kép. "Ban cách mạng" gồm Lãnh tụ Cách mạng Gaddafi, Ủy ban cách mạng và các thành viên còn lại của mười hai người trong Hội đồng Chỉ huy Cách mạng, được thành lập từ năm 1969. Ban lãnh đạo cách mạng từ trước không được bầu ra và cũng không thể bị khai trừ, bởi vì họ nắm quyền lực nhờ vào công lao đã đóng góp trong cuộc cách mạng. Ban cách mạng kiểm soát quyền đưa ra quyết định của ban kia, "Ban Jamahiriya".
Là nhánh lập pháp của chính phủ, ban này gồm các Đại hội Nhân dân Địa phương tại mỗi 1.500 khu vực đô thị, 32 Sha'biyat Đại hội Nhân dân cho các vùng, và Đại hội Nhân dân Quốc gia. Các cơ chế lập pháp này được đại diện bởi các cơ chế hành pháp tương đương (Ủy ban Nhân dân Địa phương, Ủy ban Nhân dân Sha'biyat và Ủy ban Đại hội Nhân dân Quốc gia).
Bốn năm một lần các thành viên của Đại hội Nhân dân Địa phương bầu ra lãnh đạo của mình và các thư ký cho các Ủy ban Nhân dân, bằng cách giơ tay biểu quyết, thỉnh thoảng có thể là sau nhiều cuộc tranh luận và một cuộc bỏ phiếu khá gắt gao. Lãnh đạo các Ủy ban Nhân dân Địa phương đại diện cho khu vực của mình tại Đại hội Nhân dân cấp trên và là sự ủy thác bắt buộc. Các thành viên của Đại hội Nhân dân Quốc gia bầu ra các thành viên của Ủy ban Nhân dân Quốc gia(Chính phủ libya1977 – 2011) bằng cách giơ tay biểu quyết tại kỳ họp hàng năm của mình. Cuộc họp gần đây nhất diễn ra tại Sirte 8 tháng 1–12 tháng 1 năm 2005, là kỳ họp hàng năm lần thứ 29.
Trong khi vẫn có những cuộc tranh luận về người sẽ cạnh tranh vào các chức vụ hành pháp, trên thực tế chỉ những người được ban lãnh đạo cách mạng đồng ý mới trúng cử. Chính phủ hành chính chỉ hoạt động hiệu quả khi nó thực hiện đúng các mệnh lệnh lãnh đạo do ban lãnh đạo cách mạng đưa ra. Ban lãnh đạo cách mạng có quyền phủ quyết tối cao bất kể tới quyền lực hiến pháp của chế độ dân chủ nhân dân và cái gọi là quyền lực của nhân dân. Chính phủ kiểm soát cả truyền thông nhà nước và tư nhân, và bất kỳ một bài viết nào chỉ trích các chính sách hiện thời đều đã được chỉ đạo có mục đích từ trước của chính ban lãnh đạo cách mạng, để làm ví dụ về các biện pháp cải cách. Trong những trường hợp khác, sự chỉ trích như vậy của các tờ báo tư nhân, như tờ The Tripoli Post, đã bị kiểm duyệt.
Các Đảng chính trị đã bị cấm hoạt động theo Đạo luật về việc cấm các Đảng Chính trị số 71 năm 1972. Theo Đạo luật bổ sung năm 1971 cho phép thành lập các tổ chức phi chính phủ (NGOs). Bởi vì chúng phải thích hợp với những mục tiêu của cách mạng, tuy nhiên, có quá ít các tổ chức như vậy khi so sánh với các nước xung quanh. Các Liên đoàn Thương mại cũng không hề tồn tại, nhưng nhiều hiệp hội nghề nghiệp được đưa vào trong các cơ cấu của chính phủ trở thành một trụ cột thứ ba, cùng với các Đại hội Nhân dân và các Ủy ban. Các hiệp hội đó không có quyền bãi công. Các hiệp hội nghề nghiệp cử các đại biểu tới các Đại hội nhân dân Quốc gia, và họ có tư cách đại diện.

## Các vùng hành chính
Ban đầu chỉ được tổ chức thành từ hai tới bốn tỉnh, sau này Libya được chia thành nhiều vùng thủ hiến (muhafazat), 25 khu đô thị (baladiyat) và gần đây là 32 sha'biyah.
| 1. Ajdabiya 2. Al Butnan 3. Al Hizam Al Akhdar 4. Al Jabal al Akhdar 5. Al Jfara 6. Al Jufrah 7. Al Kufrah 8. Al Marj 9. Al Murgub 10. An Nuqat al Khams 11. Al Qubah 12. Al Wahat 13. Az Zawiyah 14. Benghazi 15. Bani Walid 16. Darnah | 1. Ghat 2. Ghadamis 3. Gharyan 4. Murzuq 5. Mizdah 6. Misratah 7. Nalut 8. Tajura Wa Al Nawahi AlArba' 9. Tarhuna Wa Msalata 10. Tarabulus (Tripoli) 11. Sabha 12. Surt 13. Sabratha Wa Surman 14. Wadi Al Hayaa sutah 15. Wadi Al Shatii 16. Yafran |  |

## Quan hệ ngoại giao
Chính sách đối ngoại của Libya đã có nhiều thay đổi lớn từ khi nước này tuyên bố thành lập vào Đêm Noel năm 1951. Khi còn là một quốc gia quân chủ, Libya theo đuổi lập trường ủng hộ phương Tây, tuy thế nó vẫn là một nước được cho là thuộc số quốc gia bảo thủ trong việc giữ gìn truyền thống bên trong Liên đoàn Ả Rập, mà họ là một thành viên từ năm 1953. Chính phủ nước này là một đồng minh thân cận của Anh và Hoa Kỳ; cả hai nước này đều giữ quyền đặt căn cứ quân sự tại Libya. Libya cũng có quan hệ thân thiện với Pháp, Ý, Hy Lạp và Thổ Nhĩ Kỳ, và đã thiết lập quan hệ ngoại giao đầy đủ với Liên bang Xô viết năm 1955.
Dù chính phủ ủng hộ những cuộc đấu tranh chính nghĩa Ả Rập, gồm các phong trào đòi độc lập ở Maroc và Algérie, họ không tham gia tích cực vào cuộc tranh chấp Ả Rập-Israel, các đề tài chính trị ồn ào bên trong cộng đồng Ả Rập trong thập kỷ 1950 và đầu thập kỷ 1960. Vương quốc này được biết đến với sự hợp tác chặt chẽ với phương Tây, trong khi lại tỏ ra bảo thủ với các vấn đề trong nước.
Sau vụ đảo chính năm 1969, Gaddafi đóng cửa các căn cứ của Anh, Mỹ và quốc hữu hoá một phần các công ty dầu mỏ và thương mại nước ngoài tại Libya. Ông cũng đóng vai trò quan trọng trong việc vận động sử dụng cấm vận dầu lửa như một vũ khí để thách thức phương Tây, hy vọng rằng khi giá dầu tăng cao cùng với cuộc cấm vận năm 1973, phương Tây, đặc biệt là Hoa Kỳ, sẽ phải cân nhắc trong việc ủng hộ Israel. Gaddafi không chấp nhận cả chủ nghĩa cộng sản của Xô Viết và chủ nghĩa tư bản của Phương Tây, tuyên bố rằng mình đang lập ra một con đường trung dung riêng cho đất nước. Tháng 10 năm 1978, Gaddafi đã bị chỉ trích nặng nề khi ủng hộ Idi Amin trong cuộc Chiến tranh Uganda-Tanzania. Quân đội Libya được Gaddafi gửi đến giúp đỡ Idi Amin trong tham vọng sáp nhập tỉnh Kagera phía bắc Tanzania của ông ta. Amin thua trận và sau này phải chạy trốn sang Libya và sống ở đó gần một năm.
Trong thập kỷ 1980, Libya ngày càng xa lánh phương Tây, và bị buộc tội thực hiện nhiều hành động của một quốc gia ủng hộ chủ nghĩa khủng bố. Khi bằng chứng về sự dính líu của Libya vào vụ đánh bom khủng bố vào vũ trường tại Berlin năm 1986 làm thiệt mạng hai người Mỹ bị khám phá, Hoa Kỳ trả đũa bằng cách tung ra một chiến dịch ném bom vào các mục tiêu gần Tripoli và Benghazi vào tháng 4 năm 1986.
Năm 1991, hai nhân viên tình báo Libya bị các công tố viên liên bang truy tố tại Hoa Kỳ và Scotland vì sự liên quan của họ tới vụ đánh bom chuyến bay 103 của Pan Am vào tháng 12 năm 1988. Sáu người Libya khác cũng bị xét xử vắng mặt về vụ đánh bom chuyến bay 772 của UTA năm 1989. Hội đồng Bảo an Liên Hợp Quốc đã yêu cầu Libya dẫn độ các nghi can, hợp tác với những nhà điều tra vụ Pan Am 103 và UTA 772, chi trả bồi thường cho gia đình các nạn nhân và ngừng mọi hành động ủng hộ chủ nghĩa khủng bố. Libya từ chối hợp tác dẫn tới việc Hội đồng Bảo an thông qua Nghị quyết 748 vào ngày 31 tháng 3 năm 1992, áp đặt các biện pháp trừng phạt nước này cho tới khi các nghị quyết trước đó được tuân thủ. Libya tiếp tục bất hợp tác và Liên Hợp Quốc lại đưa ra các biện pháp trừng phạt năng nề hơn chống lại Libya vào tháng 11 năm 1993.
Năm 2003, hơn một thập kỷ sau khi các biện pháp trừng phạt được áp dụng, Libya bắt đầu có những thay đổi đầy bất ngờ trong chính sách của họ với thế giới phương Tây thể hiện rõ ràng mong muốn theo đuổi chính sách giảm căng thẳng giữa Libya và phương Tây. Chính phủ Libya đã thông báo quyết định từ bỏ các chương trình vũ khí hạt nhân của mình và chi gần 3 tỷ đôla Mỹ cho các gia đình nạn nhân chuyến bay 103 của Pan Am và chuyến bay 772 của UTA. Nhiều nước phương Tây đã hoan nghênh quyết định này của Libya và coi đó là một bước tiến quan trọng của Libya trong việc tái gia nhập cộng đồng quốc tế. Từ năm 2003 nước này đã bình thường hóa quan hệ với Liên minh châu Âu và hoa Kỳ và thậm chí đã trở thành một trường hợp điển hình với câu nói thông dụng "kiểu Libya", một ví dụ cho cộng đồng quốc tế thấy rằng mọi việc đều có thể được giải quyết thông qua đàm phán chứ không phải bằng vũ lực khi có thiện chí từ cả hai phía. Tuy vậy, đến năm 2011, Phương Tây đã hậu thuẫn cho phe đối lập lật đổ và giết hại Gaddafi.
Việt nam là một trong ít nước có quan hệ ngoại giao khá bền chặt và lâu dài với Lybia. Hai nước ký kết quan hệ ngoại giao từ 1975. Chi tiết xem thêm Quan hệ ngoại giao Việt Nam - Libya

## Địa lý

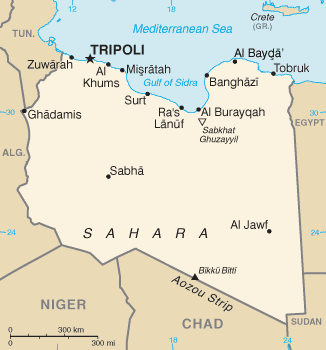
Bản đồ Libya

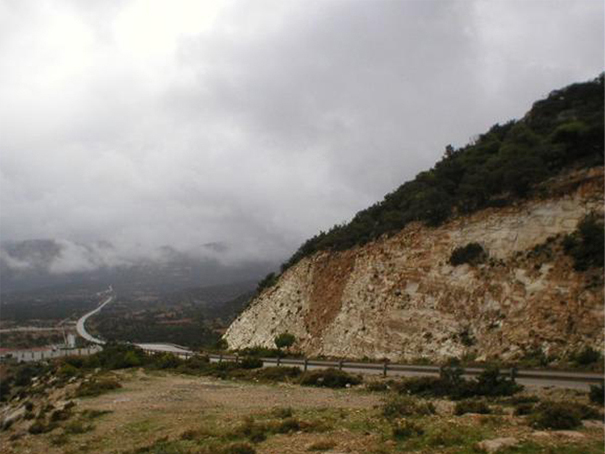
Jabal Al Akdhar gần Benghazi là vùng ẩm ướt nhất tại Libya. Lượng mưa trung bình hàng năm từ 400 đến 600 millimét.

Libya rộng 1.759.540 km² (679.182 dặm vuông), là nước rộng thứ 17 trên thế giới. phía bắc Libya được bao bọc bởi Địa Trung Hải, phía tây giáp với Tunisia và Algérie, phía tây nam với Niger, phía nam với chad và Sudan, và phía đông giáp Ai Cập. Với một đường bờ biển dài 1770 kilômét (1100 dặm), Libya là quốc gia có đường bờ biển dài nhất ở Địa Trung Hải. Khí hậu đa phần là khô và kiểu sa mạc. Tuy nhiên, các vùng phía bắc có khí hậu Địa Trung Hải ôn hòa hơn.
Các vùng địa lý theo lịch sử là Cyrenaica, Tripolitania và Fezzan. Hai thành phố quan trọng nhất là thủ đô Tripoli ở phía tây bắc Libya và Benghazi, nằm ở phía đông. Các thành phố lớn khác gồm Misratah, Sirte và Sabha.
Các thiên tai gồm gió nóng, khô mang theo nhiều bụi (tại Libya thường được gọi là gibli). Đây là gió ở phía nam xuất hiện trong thời gian từ một đến bốn ngày vào mùa xuân và mùa thu. Ngoài ra còn có các trận bão bụi và bão cát. Các ốc đảo có rải rác trên khắp lãnh thổ, các ốc đảo lớn nhất là Ghadames và Kufra.

### Sa mạc

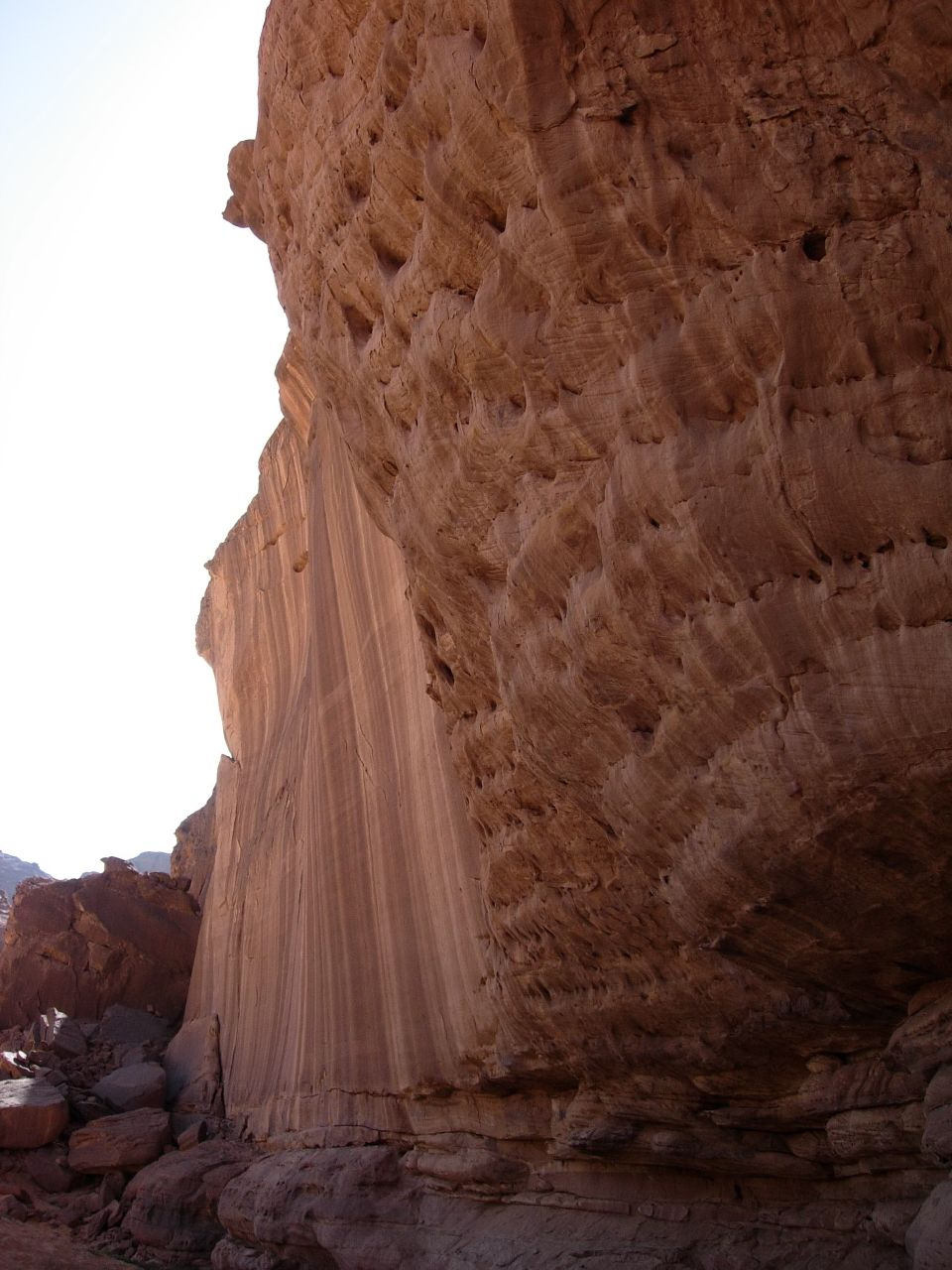
Những ngọn núi bị bào mòn tuyệt đẹp ở phía nam đất nước

Sa mạc Libya bao phủ hầu như toàn bộ vùng đông Libya, là một trong những địa điểm khô cằn nhất trên thế giới. Tại nhiều vị trí, trong thời gian hàng thập kỷ không có mưa, và thậm chí tại những vùng cao nguyên mưa rất hiếm khi xảy ra, chỉ một lần trong khoảng 5-10 năm. Tại Uweinat, trận mưa cuối cùng xảy ra vào tháng 9 năm 1998. Có một vùng đất trũng rất rộng được đặt tên là vùng Đất trũng Qattara, ở ngay phía nam dãy núi cực bắc, cùng với ốc đảo Siwa ở cực tây. Vùng này dốc nghiêng về phía tây, chạy tới hai ốc đảo Jaghbub và Jalo.
Tương tự như vậy, khí hậu ở sa mạc Libya có thể rất khắc nghiệt; năm 1922, thị trấn Al 'Aziziyah, nằm ở phía tây Tripoli, có nhiệt độ lên tới 57.8°C (136.0°F), thường được coi là mức nhiệt độ không khí cao nhất từng ghi nhận được trên thế giới.
Có một số ốc đảo không người ở nằm rải rác, thường liên kết với các vùng trũng lớn, nơi có thể tìm thấy nước khi đào sâu xuống đất vài feet. Ở phía tây, có một số nhóm ốc đảo nằm phân tán và không liên kết với các vùng đất trũng, nhóm Kufra, gồm Tazerbo, Rebiana và Kufra.
Ngoài các vách núi, địa hình bằng phẳng ở đây chỉ bị ngắt quãng bởi một loạt các cao nguyên và các khối núi ở gần trung tâm Sa mạc Libya, xung quanh điểm giao cắt biên giới Ai Cập - Sudan - Libya.

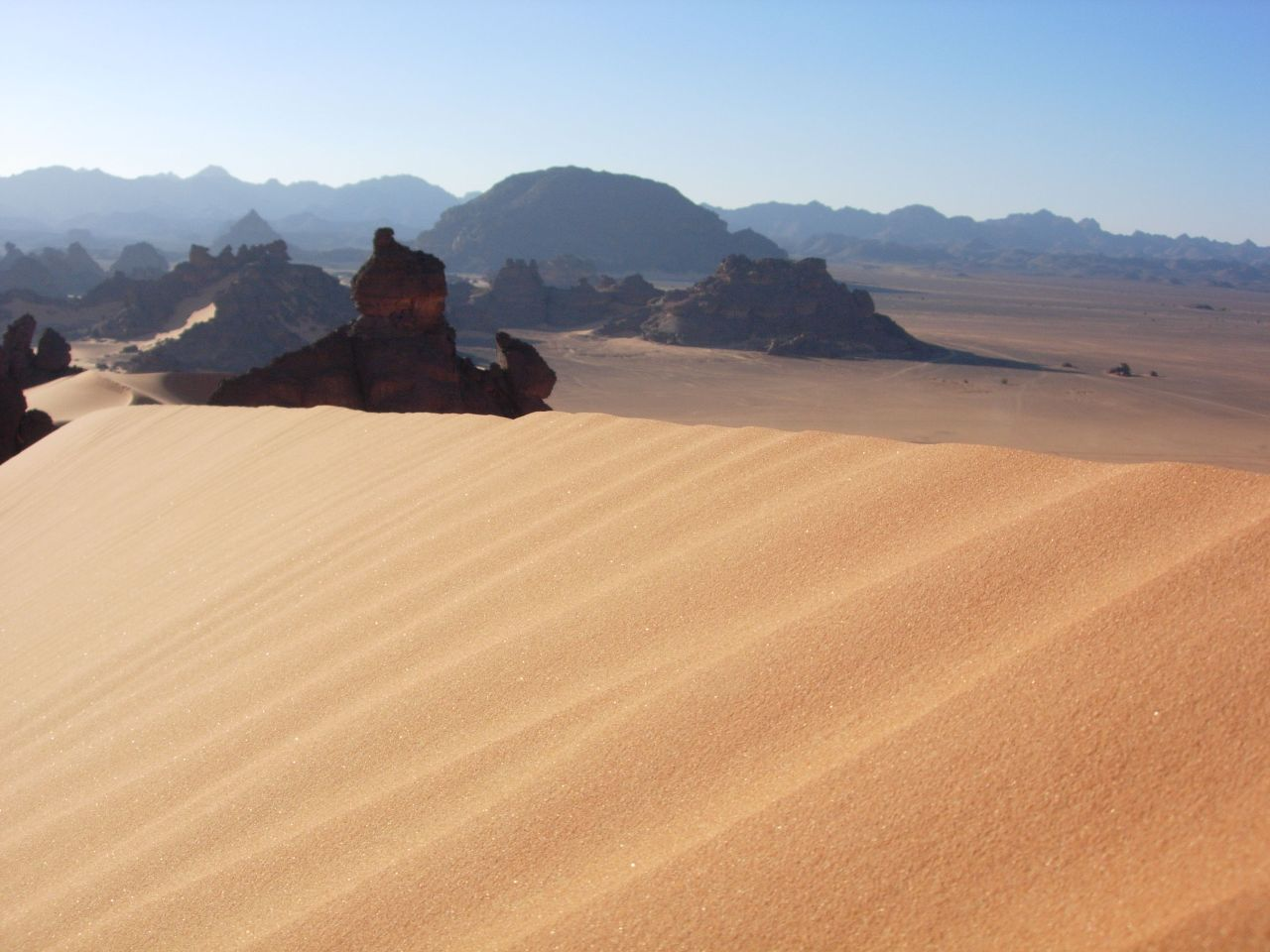
Phong cảnh sa mạc phía nam Libya; 90% lãnh thổ nước này là sa mạc

Hơi xa hơn về phía nam là các khối núi Arkenu, Uweinat và Kissu. Những ngọn núi đá granite này rất cổ, đã được hình thành từ lâu trước những viên đá sa thạch xung quanh chúng. Arkenu và Tây Uweinat là những vòng phức hợp rất giống với các vòng tại dãy núi Air. Đông Uweinat (điểm cao nhất ở Sa mạc Libya) là một cao nguyên đá sa thạch kề sát phần đá granite ở phía tây. Đồng bằng ở phía bắc Uweinat mang một số đặc điểm núi lửa đã bị ăn mòn.
Năm 1996 bộ phim Bệnh nhân người Anh khiến mọi người quan tâm hơn tới sa mạc Libya giống như tác phẩm văn học nguyên mẫu của bộ phim này đã gây ra năm 1992.

## Kinh tế

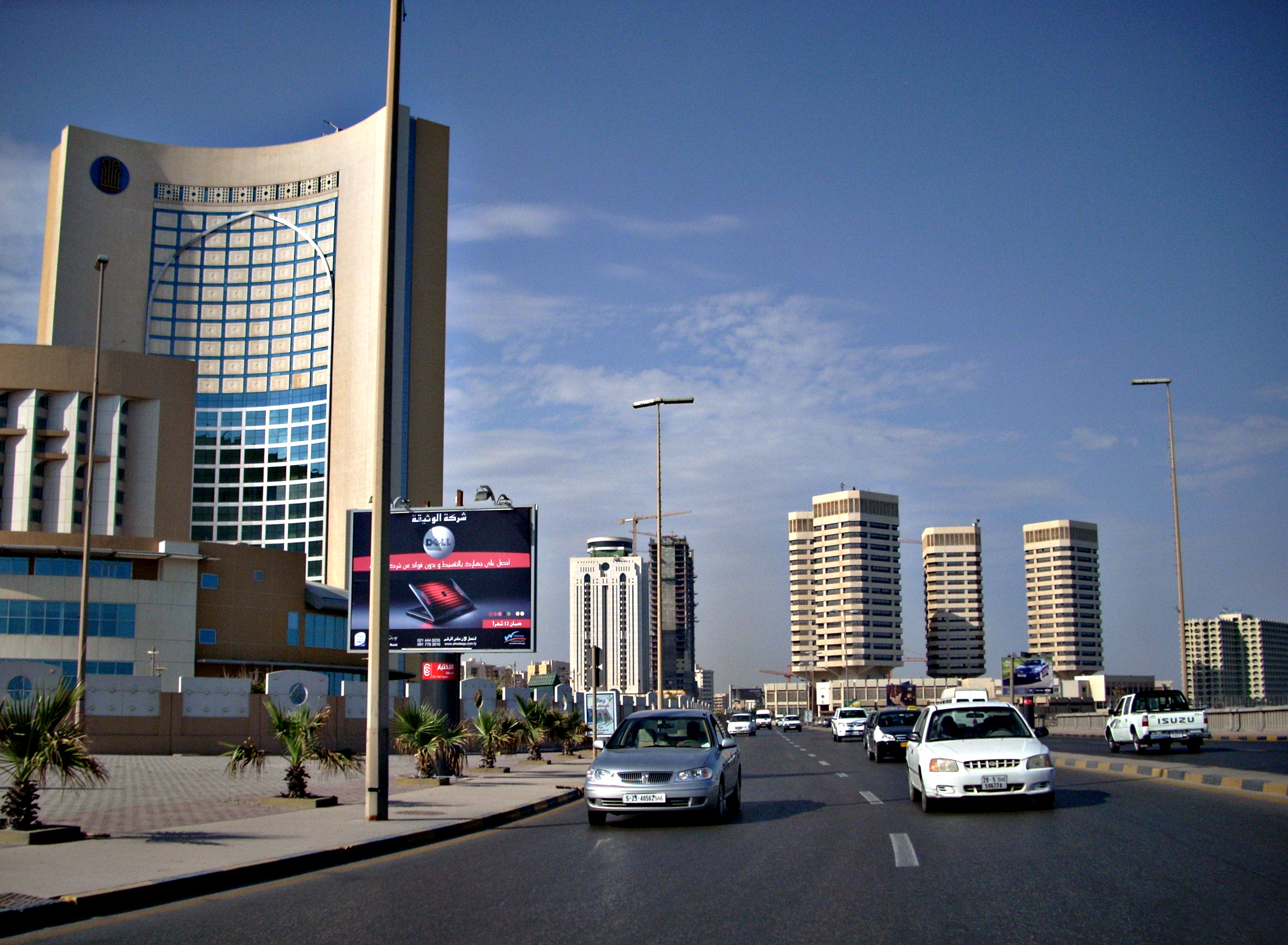
Thủ đô Tripoli của Libya với sự thịnh vượng nhờ phát triển dầu khí

Kinh tế Libya phụ thuộc chủ yếu vào các nguồn thu từ lĩnh vực dầu khí, trên thực tế chiếm toàn bộ nguồn thu từ xuất khẩu và khoảng một phần tư GDP. Các nguồn thu từ dầu khí đó cộng với số lượng dân chúng nhỏ khiến Libya trở thành một trong những quốc gia có GDP trên đầu người cao nhất châu Phi và cho phép nước này cung cấp cho người dân một hệ thống an sinh xã hội cao và rộng rãi đáng kinh ngạc, đặc biệt trong lĩnh vực nhà ở và giáo dục. So sánh với các nước láng giềng theo định hướng thị trường, Libya có mức nghèo tuyệt đối và tương đối khá thấp. Trong ba thập kỷ qua, các nhà lãnh đạo Libya đã có những nỗ lực thực hiện quá trình cải cách kinh tế như một phần của chiến dịch rộng lớn hơn nhằm tái hòa nhập cộng đồng quốc tế. Nỗ lực này càng gia tăng sau khi những biện pháp trừng phạt của Liên Hợp Quốc được dỡ bỏ vào tháng 9 năm 2003, và khi Libya thông báo vào tháng 12 năm 2003 rằng họ sẽ từ bỏ các chương trình sản xuất vũ khí giết người hàng loạt.

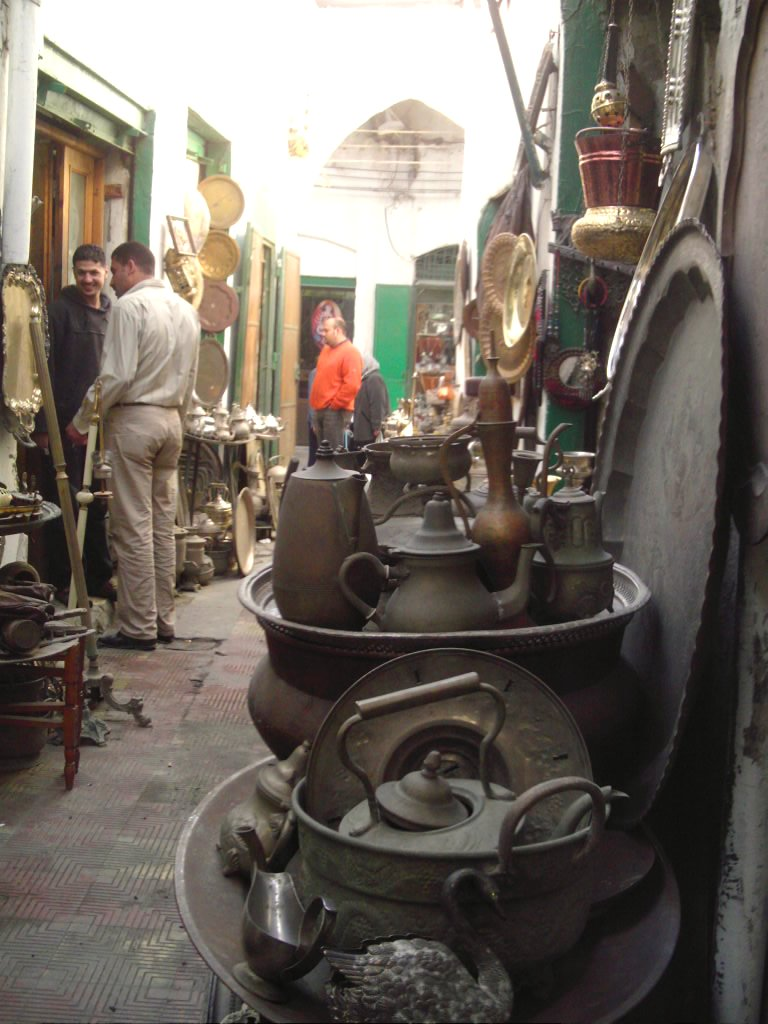
Thành phố cổ ở Tripoli - (El-Madina El-Kadima) - nằm giữa trung tâm thành phố, là một trong những địa điểm cổ điển của Địa Trung Hải

Libya đã bắt đầu chấp nhận đáp ứng các sức ép kinh tế, chính trị quốc tế để tiến hành cải cách theo phương hướng thị trường và đã tự do hóa nền kinh tế mang phương hướng xã hội của mình. Những bước đi đầu tiên — gồm xin gia nhập WTO, giảm một số khoản trợ cấp và thông báo các kế hoạch tư nhân hoá — đang tạo nền tảng cho một quá trình chuyển tiếp tới một nền kinh tế dựa trên thị trường. Các lĩnh vực sản xuất phi dầu khí và xây dựng, vốn chiếm khoảng 20% GDP, đã được mở rộng thêm nhiều mặt hàng mới như hóa dầu, sắt, thép và nhôm thay vì đơn thuần là chế biến các sản phẩm nông nghiệp như trước kia. Các điều kiện khí hậu và đất đai bạc màu hạn chế rất nhiều năng suất nông nghiệp, và Libya phải nhập khẩu khoảng 75% lương thực.
Nền kinh tế Libya được coi là đã chín muồi để thực hiện hiện đại hóa và cho đầu tư nước ngoài. Dưới thời thủ tướng trước, Shukri Ghanem và thủ tướng hiện nay Baghdadi Mahmudi, nước này trải qua một giai đoạn bùng nổ thương mại. Nhiều ngành công nghiệp do chính phủ quản lý thời trước đang được tư nhân hoá. Đa số các biện pháp trừng phạt của Hoa Kỳ đã được dỡ bỏ; tới tháng 5 năm 2006, những biện pháp cuối cùng còn lại cũng đã được xếp đặt kế hoạch đưa ra trước lưỡng viện Hoa Kỳ để được thông qua. Continental Airlines hiện đang chào các tour du lịch tới Libya. Nhiều công ty dầu lửa quốc tế đã quay lại nước này, như Shell và ExxonMobil. Du lịch cũng đang phát triển, khiến lượng nhu cầu về phòng khách sạn và khả năng vận chuyển của các sân bay như Sân bay quốc tế Tripoli tăng lên. Chương trình hiện đại hóa các sân bay ở Libya trị giá nhiều triệu đôla gần đây đã được chính phủ thông qua nhằm đáp ứng các yêu cầu đó.
Và cũng dưới chế độ của Ghadafi, tỷ lệ biết chữ đã tăng từ 10% lên 90% tuổi thọ trung bình tăng từ 57 lên 77 tuổi quyền bình đẳng được bảo vệ cho phụ nữ và người da đen, cơ hội việc làm được nâng cao cho các công nhân nhập cư và hệ thống phúc lợi đã được đầu tư cho phép người dân tiếp cận với giáo dục và chăm sóc y tế miễn phí cũng như hỗ trợ về nhà ở. Dòng sông Nhân Tạo là dự án tưới tiêu lớn nhất thế giới cũng được đào để cung cấp nước ngọt cho Libya. Ngoài ra, việc hỗ trợ tài chính cũng được cấp cho các đại học để trao học bổng và chương trình phát triển việc làm. Do vậy, Chỉ số phát triển con người (HDI) của Libya được xếp vào mức cao trên thế giới, thứ hạng 58/177 nước năm 2005. Và Libya không hề có nợ nước ngoài dưới chế độ của Gaddafi.
Tuy vậy, tỷ lệ thất nghiệp tại Libya được ước tính là 30% hoặc nhiều hơn. Hình thức chủ nghĩa xã hội đặc biệt của Libya cung cấp miễn phí giáo dục, y tế và trợ cấp nhà ở và giao thông vận tải được bao cấp.
Tuy nhiên theo báo BBC Anh quốc, mức lương tại Libya rất thấp và sự giàu có của nhà nước và lợi nhuận từ đầu tư nước ngoài chỉ đem lại lợi lộc cho một tầng lớp thượng lưu nhỏ. Theo tờ báo Hoa Kỳ Los Angeles Times, các quan chức cao cấp của chính quyền mới ở Libya cáo buộc Đại tá Moammar Gadhafi đã bí mật tẩu tán hơn 200 tỷ USD trong các tài khoản ngân hàng, địa ốc và các khoản đầu tư khắp thế giới trước khi ông ta chết. Các quan chức này cho rằng, trong 42 năm cầm quyền, Gadhafi đã biển thủ các nguồn tài trợ nhằm thu lợi cho gia đình và bộ tộc của ông. Theo tờ báo Anh quốc Daily Mail, Ông Gaddafi được cho là có khoảng 170 tỷ USD tài sản ở nước ngoài, phần lớn trong số đó đã bị phong tỏa kể từ đầu năm 2011.
Tuy nhiên các con số trên chưa được chứng minh là sự thật. Thực tế, con số 200 tỷ USD được gán cho Gaddafi thực chất là số tiền thuộc sở hữu hợp pháp của các tổ chức nhà nước như Ngân hàng Trung ương Libya và Cơ quan Đầu tư Libya, quỹ tài sản có chủ quyền của Libya. Do đó, các quỹ của Libya dưới thời Gaddafi cũng tương tự như các quỹ tài sản có chủ quyền của các nước khác. Liên minh châu Âu cũng thông báo ít nhất 30 tỷ USD các khoản đầu tư của Libya đã bị phong tỏa trên khắp lục địa và cùng đồng thuận rằng hàng tỷ tiền đầu tư của chính phủ Libya ở nước ngoài không phải là tài sản cá nhân của Gaddafi.
Sau năm 2000, Libya ghi nhận mức tăng trưởng kinh tế thuận lợi với mức tăng trưởng GDP ước tính khoảng 10,6% trong năm 2010. Sự phát triển này bị gián đoạn bởi Nội chiến Libya, dẫn đến sự suy giảm của nền kinh tế lên tới 62,1% trong năm 2011. Sau chiến tranh, nền kinh tế đã có sự hồi phục vào năm 2012, nhưng sau đó lại bị suy thoái bởi cuộc nội chiến lần thứ hai của Libya. Đến năm 2017, GDP (PPP) bình quân đầu người của Libya chỉ còn bằng 60% so với mức trước chiến tranh 
.

## Nhân khẩu

Bản đồ thể hiện thành phần dân tộc ở Libya

Libya có dân số ít sống trong một lãnh thổ rộng lớn, với mật độ dân số khoảng 3 người trên km² (8,5/mi²) ở hai vùng phía bắc là Tripolitania và Cyrenaica, và chưa tới một người trên km² (1,6/mi²) tại những nơi khác. Vì vậy, Lybia là một trong những quốc gia có số dân trên diện tích thấp nhất trên thế giới. 90% dân số sống trên một vùng chiếm chưa tới 10% lãnh thổ, đa số dọc theo bờ biển. Hơn nửa triệu người sống tại đô thị, và tập trung đông nhất ở hai thành phố lớn là Tripoli và Benghazi. Người Lybia bản địa chủ yếu gồm người Ả Rập và người Berber.
Có một số lương nhỏ người Tuareg và Tebu sống tập trung ở phía nam, sống theo kiểu du mục hay bán du mục. Trong số người nước ngoài sống tại Lybia, nhóm đông nhất là các công dân từ các quốc gia châu Phi gồm Bắc Phi (chủ yếu là người Ai Cập và Tunisia), Tây Phi và người Phi vùng Hạ Sahara. Người Berber ở Lybia và người Ả Rập chiếm 97% dân số, 3% còn lại là người Phi da đen, người Hy Lạp, Maltese, Ý, Ai Cập, Pakistan, Thổ, Ấn Độ và Tunisia.
Ngôn ngữ được sử dụng nhiều nhất ở Libya là tiếng Ả Rập, và đây cũng là ngôn ngữ chính thức. Tiếng Tamazight, tuy không phải là ngôn ngữ chính thức nhưng được người Berber ở Libya sử dụng. Ngoài ra, người Tuareg nói tiếng Tamahaq, thứ ngôn ngữ thuộc nhóm ngôn ngữ Tamasheq duy nhất được biết đến ở vùng phía bắc. Tiếng Ý và tiếng Anh thỉnh thoảng được sử dụng tại các thành phố lớn, dù những người nói tiếng Ý chủ yếu đều đã có tuổi.

### Giáo dục

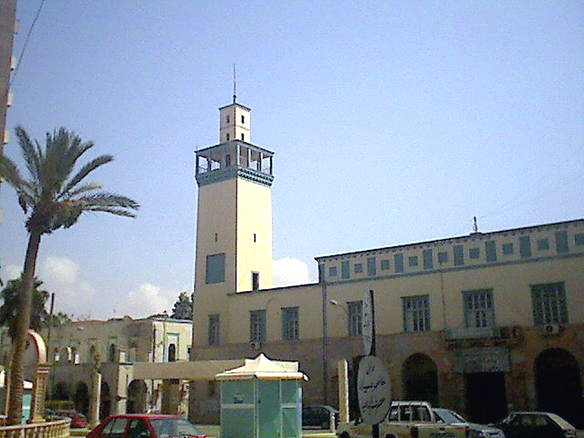
Khu trường lớp Benghazi của trường Đại học cũ ở Libya (Al-Jami'a al-Libiya), Đại học đầu tiên của Libya

Dân số Libya xấp xỉ 5,8 triệu người trong đó có 1,7 triệu học sinh và sinh viên, hơn 270.000 người đang theo học tại các trường đại học. Giáo dục ở Libya được miễn phí cho mọi người, và là bắt buộc cho đến cấp hai. Tỷ lệ biết chữ của nước này cao nhất Bắc Phi; 82,6% dân số biết đọc và viết. Sau khi Libya tuyên bố độc lập năm 1951, trường đại học đầu tiên của họ từng là "Đại học Libya", được thành lập ở Benghazi. Trong niên khoá 1975/76 số lượng sinh viên đại học được ước tính là 13.418 người. Tới năm 2004, con số này đã tăng lên hơn 200.000, với khoảng 70.000 người khác đang theo học các trường kỹ thuật và đào tạo nghề. Sự tăng trưởng nhanh chóng số lượng sinh viên trong khu vực đào tạo cao học được phản ánh ở sự tăng nhanh số lượng các viện đào tạo cao học. Từ năm 1975 số lượng các trường đại học đã tăng từ hai lên tới con số chín và sau khi bắt đầu xuất hiện từ năm 1980, số các trường kỹ thuật và đào tạo nghề hiện đã là 84. Giáo dục cao học ở Libya được trợ cấp từ ngân sách nhà nước. Năm 1998, số tiền dành cho giáo dục chiếm 38,2% ngân sách quốc gia.

### Tôn giáo
Tôn giáo tại Libya

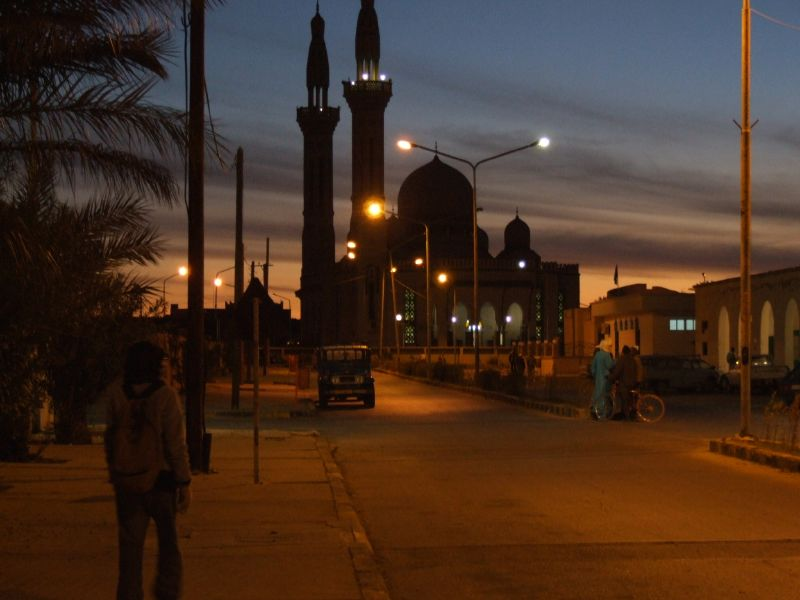
Nhà thờ Hồi giáo tại Ghadames, gần biên giới Tunisia và Algérie; 97% dân số Libya là các tín đồ Hồi giáo

Tôn giáo thống trị ở Libya là Hồi giáo với 97% dân số theo tín ngưỡng này. Hầu như toàn bộ người Hồi giáo Libya đều thuộc dòng Hồi giáo Sunni, nó có ảnh hưởng lớn cả trên tinh thần cá nhân và các chính sách của chính phủ.
Trước thập kỷ 1930, Phong trào Sanusi là phong trào Hồi giáo lớn nhất ở Libya. Đây là một phong trào hướng tới sự phục hưng tôn giáo đã được thay đổi nhằm tương thích với cuộc sống sa mạc. Các zawaayaa (chi nhánh) của nó đã được tìm thấy tại Tripolitania và Fezzan, nhưng ảnh hưởng lớn nhất của Sanusi nằm tại Cyrenaica. Nhằm cứu nguy tôn giáo khỏi sự bất ổn và tình trạng hỗn loạn, phong trào Sanusi đã mang lại cho những người dân bộ lạc Cyrenaican một sự gắn bó tôn giáo và những tình cảm thống nhất. Phong trào Hồi giáo này, cuối cùng bị tiêu diệt bởi cả cuộc xâm lược của Ý và sau đó là bởi chính phủ Gaddafi, phong trào này mang nhiều tính bảo thủ và dù sao cũng có khác biệt so với Hồi giáo hiện nay ở Libya. Gaddafi quả quyết rằng ông là một tín đồ Hồi giáo cuồng nhiệt và chính phủ của ông đang giữ vai trò ủng hộ các viện Hồi giáo trên khắp thế giới thu hút thêm các tín đồ theo đạo Hồi. Tuy nhiên, Hồi giáo Libya luôn được coi là theo truyền thống, nhưng không thô bạo so với Hồi giáo tại các nước khác. Hình thức Hồi giáo Sufism của Libya rất phổ biến trên toàn quốc.
Ngoài đa số tuyệt đối tín đồ Hồi giáo Sunni, có một cộng đồng thiểu số rất nhỏ Cơ đốc giáo, gồm hầu hết là người nước ngoài. Cũng có một cộng đồng Anh giáo nhỏ, gồm phần lớn là công nhân nhập cư châu Phi tại Tripoli; nó là một phần của Giáo khu Ai Cập. Cũng có khoảng 40.000 tín đồ Công giáo La Mã tại Libya với hai giám mục, một tại Tripoli (phục vụ cộng đồng Ý) và một tại Benghazi (dành cho cộng đồng Malta).
Tới thời gian gần đây Libya vẫn là nơi có một trong những cộng đồng người Do Thái lớn nhất thế giới và đã từng tồn tại ít nhất từ năm 300 TCN. Một loạt các cuộc tàn sát người Do Thái bắt đầu từ tháng 11 năm 1945 và kéo dài gần ba năm đã làm suy giảm đáng kể số lượng người Do Thái ở Libya. Năm 1948, khoảng 38.000 người Do Thái còn sống tại nước này.
Từ khi Libya tuyên bố độc lập năm 1951, đa số cộng đồng Do Thái đã di cư khỏi đất nước. Một loạt các cuộc tàn sát người Do Thái khác diễn ra sau cuộc Khủng hoảng Suez năm 1956, buộc khoảng 100 người Do Thái phải bỏ chạy. Khi Gaddafi lên nắm quyền lực, số người Do Thái còn lại bị tịch thu gia sản và những khoản nợ của người khác đối với họ bị xóa bỏ. Tuy nhiên, gần đây Gaddafi đã thông báo rằng những khoản bồi thường thích hợp sẽ được chi trả cho những người Do Thái Libya đã bỏ đất nước ra đi. Dù Giáo đường Do Thái chính ở Tripoli đã được tu bổ lại năm 1999, nó vẫn chưa được mở cửa cho công chúng.

## Văn hóa

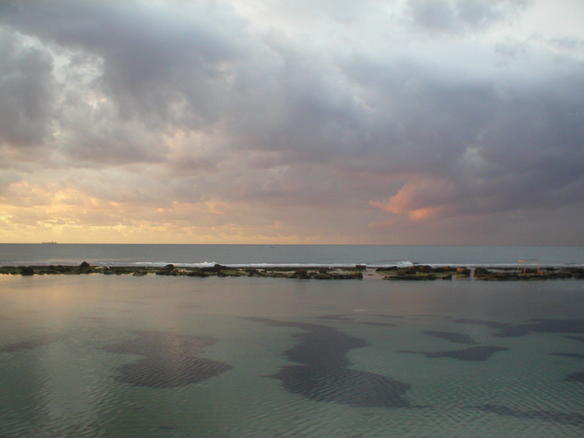
Bờ biển Benghazi, thành phố lớn thứ hai ở Libya. Với bờ biển Địa Trung Hải dài nhất so với các nước khác trong vùng, những bãi biển còn mang nhiều vẻ hoang sơ của Libya luôn có đông du khách.

Văn hóa Libya tương đồng với các quốc gia Ả rập xung quanh. Trong khi ngôn ngữ hàng đầu của đất nước là một hình thức thông tục địa phương của tiếng Ả rập, người dân Libya coi họ là một phần của thế giới Ả rập to lớn. Dường như có một sự phân biệt về thổ ngữ và một số thổ ngữ bộ lạc và làng khác. Người Libya Ả rập có một di sản truyền thống của bộ lạc du mục Bedouin và thường coi mình là một phần của bộ lạc Bedouin.
Cuộc sống gia đình là điều quan trọng đối với các gia đình Libya, đa số họ sống tại các tòa nhà chung cư và các ngôi nhà riêng, kiểu ngôi nhà phụ thuộc vào thu nhập và sự giàu có của từng hộ. Dù người Libya Ả rập theo truyền thống sống du mục trong các lều trại, hiện họ đã định cư tại nhiều thị trấn và thành phố. Vì thế, phong cách sống cũ của họ dần phai nhạt. Một số lượng nhỏ người Libya vẫn sống trong sa mạc như cha ông họ đã từng sống trong hàng thế kỷ trước kia. Đa phần dân cư làm việc trong các ngành công nghiệp và dịch vụ, chỉ một số nhỏ làm nông nghiệp.
Như một số nước Ả rập khác trong thế giới Ả rập, Libya có ít nhà hát và các gallery. Giải trí công cộng hầu như không tồn tại, thậm chí trong các thành phố lớn. Gần đây nghệ thuật tại Libya đã bắt đầu phục hưng, đặc biệt là hội họa; các gallery tư nhân bắt đầu phát triển tạo cơ hội thể hiện cho các tài năng trẻ. Trái lại, trong nhiều năm nước này không hề có những nhà hát công cộng, và chỉ vài rạp chiếu phim có trình chiếu các bộ phim nước ngoài. Văn hóa dân gian vẫn tồn tại và phát triển, với một số nhóm nhạc và nhảy múa tại các dịp lễ hội, cả tại Libya và nước ngoài. Các chương trình phát thanh chính ở Libya đều phát các loại nhạc truyền thống. Âm nhạc Tuareg và nhảy múa rất phổ biến tại Ghadames ở phía nam. Các chương trình truyền hình đa số phát bằng tiếng Ả rập với chỉ 30 phút mỗi ngày cho các bản tin tiếng Anh và tiếng Pháp mỗi buổi chiều. Chính phủ vẫn quản lý chặt chẽ các cơ sở phát thanh, truyền hình; Một phân tích mới do Ủy ban bảo vệ các nhà báo đưa ra cho rằng truyền thông ở Libya là một trong những nơi bị quản lý chặt chẽ nhất trong thế giới Ả rập. Để khắc phục điều này, chính phủ đã có nhiều kế hoạch nhằm phát triển truyền hình tư nhân, một sáng kiến được đưa ra nhằm phục hưng ngành truyền thông của đất nước.
Người Libya thường đi nghỉ tại các bãi biển trong nước. Họ cũng có cơ hội tham quan tại các địa điểm khảo cổ học được gìn giữ trong tình trạng tốt, đặc biệt ở Leptis Magna, nơi đây được nhiều người coi là một trong những di sản khảo cổ học Rôma được gìn giữ tốt nhất trên thế giới.
Thủ đô đất nước, Tripoli, có rất nhiều bảo tàng đẹp và văn khố phong phú; gồm Thư viện chính phủ, Bảo tàng Dân tộc học, Bảo tàng Khảo cổ học, Lưu trữ Quốc gia, Bảo tàng Văn khắc và Bảo tàng Hồi giáo. Bảo tàng Jamahiriya được xây dựng sau các cuộc thảo luận với UNESCO, có lẽ là bảo tàng nổi tiếng nhất nước này; nó trưng bày những bộ sưu tập đẹp nhất về nghệ thuật cổ điển Địa Trung Hải.

## Nhân quyền tại Libya
Xem chi tiết Nhân quyền tại Libya.